# Tanychela aurea
Tanychela aurea là một loài tò vò trong họ Ichneumonidae.